# Axianne Thorstenson

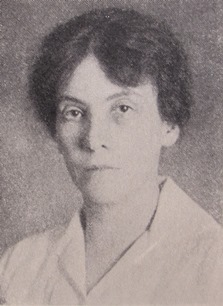
Axianne Thorstenson.

Axianne Gustafva Elisabet Thorstenson, född 17 september 1880 på Liljedals glasbruk i Värmlands län, död 29 maj 1955 i Matteus församling, Stockholm, var en svensk feminist.
Thorstenson var dotter till bruksdisponent Anton Thorstenson och Hilma Siger. Hon blev filosofie kandidat vid Uppsala universitet 1903.
Hon var byråföreståndare i Fredrika-Bremer-förbundet från 1907, ledamot av dess styrelse från 1910, och vice ordförande i dess stipendienämnd från 1929. Hon var ledamot i Föreningen för kvinnans politiska rösträtt 1909–1913, i centralstyrelsen för Landsföreningen för kvinnans politiska rösträtt 1909–1911 och i Svenska Kvinnors Nationalförbunds styrelse från 1909. Hon var medlem i Kommittén för ökad kvinnorepresentation.
Hon var styrelseledamot i stiftelsen Kronprinsessan Margaretas minnesfond från 1921, i Liberala föreningen i Stockholm 1928–1934, därefter i Folkpartiets stockholmsavdelning, vice ordförande i Centralförbundet för Socialt Arbete från 1930. Hon skrev artiklar i sociala ämnen huvudsakligen i Dagny och Hertha. 
Hon tilldelades Illis Quorum av åttonde storleken 1934.